# Leioscyta quadrimaculata
Leioscyta quadrimaculata är en insektsart som beskrevs av Fonseca. Leioscyta quadrimaculata ingår i släktet Leioscyta och familjen hornstritar. Inga underarter finns listade i Catalogue of Life.